# André Liabel
Arthur Albert Marie Le Bail connu sous le nom de scène André Liabel, né le 22 avril 1871 à Corlay, dans les Côtes-du-Nord — actuelles Côtes-d'Armor —  et mort le 27 janvier 1942 à Asnières-sur-Seine, est un acteur, réalisateur et scénariste français.

## Biographie
Quittant très jeune sa Bretagne natale pour la capitale avec ses parents, André Liabel commence à 20 ans une carrière de comédien au théâtre des Batignolles et au théâtre Montmartre (futur théâtre de l'Atelier) de janvier à novembre 1892, puis part faire 3 ans de service militaire dans le 3e Bataillon d'Infanterie Légère d'Afrique puis dans le 4e régiment de Zouaves en Tunisie. Quand il en revient en novembre 1895, il fait d'abord des tournées en province, puis revient à Paris d'abord sur la scène des théâtres Montmartre et des Batignolles où il avait débuté, avant d'être engagé en 1902 par le théâtre des Bouffes du Nord. Il est ensuite attaché à partir de 1904 au théâtre de la Porte-Saint-Martin avant de rejoindre le théâtre Montparnasse en 1906.
Avec l'émergence du cinématographe, il devient acteur à temps plein pour la société cinématographique des Laboratoires Éclair dans ses nouveaux studios à Épinay-sur-Seine en 1908. Il tournera dans plus d'une soixantaine de films - dont deux parlants - entre 1909 et 1933. Pendant la Première Guerre mondiale, il est mobilisé en août 1914 comme photographe au 34e régiment d'infanterie territoriale avant d'être affecté en août 1915 avec les mêmes fonctions au Parc no 1 du 2e groupe d'aviation de Jonchery-sur-Vesle.
Au cours de sa carrière, il sera également assistant-réalisateur, réalisateur et scénariste. Il était le compagnon de l'actrice Renée Sylvaire venue comme lui du théâtre et l'une des principales vedettes féminines de la firme Éclair dès 1911. Elle deviendra son assistante en 1924 pour son film La Closerie des genêts.
En 1934, André Liabel est encore cité comme membre et trésorier du Syndicat des chefs cinéastes français et membre de la Société des auteurs et compositeurs dramatiques, section cinématographique. Il habite alors au 130 bis, boulevard de Clichy dans le 18e arrondissement.
L'année suivante, Liabel quitte définitivement les plateaux de cinéma et se retire à Asnières où il reprend son premier métier de comédien.
Il meurt le 27 janvier 1942 en son domicile de la rue de l'Orne à Asnières-sur-Seine. Renée Sylvaire continuera d'y habiter jusqu'à la veille de sa mort en juillet 1971

## Théâtre
- 1892 : La Closerie des Genêts, drame en cinq actes et sept tableaux de Frédéric Soulié, au théâtre des Batignolles (mars) : Brias
- 1892 : Le Passeur du Louvre, drame en cinq actes et huit tableaux de Jules Dornay et Léon Pournin, musique d'Amédée Artus au théâtre des Batignolles (mars) : Tavannes
- 1892 : La Case de l'oncle Tom, ou la Traite des noirs, drame à grand spectacle en huit actes de Dumanoir et Adolphe d'Ennery, au théâtre Montmartre (septembre) : Bengali
- 1892 : Le Donjon de Vincennes, ou la Captivité de Fouquet, drame en cinq actes et dix tableaux d'Adolphe d'Ennery et Eugène Grangé, au théâtre Montmartre (octobre) : le comte de Lyonne
- 1895 : La Porteuse de pain, drame en cinq actes et neuf tableaux de Xavier de Montépin et Jules Dornay, au théâtre des Batignolles (décembre) : Lebet
- 1896 : Le Régiment, drame en cinq actes et huit tableaux de Jules Mary et Georges Grisier, au théâtre Montmartre (janvier) : Sergent
- 1896 : La Femme de mon cocher, comédie en un acte de Jean Biais, au théâtre des Batignolles (juin) : Joseph Cornillard
- 1896 : La Tortue, vaudeville en trois actes de Léon Gandillot, au théâtre des Batignolles (septembre) : Siquol
- 1897 : L'Hôtel du libre échange, pièce en trois actes de Georges Feydeau et Maurice Desvallières, au théâtre Montmartre (avril) : Boulot
- 1897 : Les Locataires de M. Blondeau, comédie-vaudeville en cinq actes d'Henri Chivot, au théâtre des Batignolles (juillet) : Dutilleul
- 1897 : La Voleuse d'enfants, drame en cinq actes et huit tableaux d'Eugène Grangé et Lambert Thiboust, au théâtre Montmartre (juillet) : Olivier Sidney
- 1898 : Les Chevaliers du brouillard, drame à spectacles en cinq actes et dix tableaux d'Adolphe d'Ennery et Ernest Bourget, au théâtre Montmartre (septembre) : Darel / Tamise
- 1898 : Les Voleurs du grand monde, drame en cinq actes et sept tableaux de Gaston Marot et Louis Vidal, au théâtre Montmartre (septembre) : Raoul Frémont
- 1898 : La Tour de Nesle, drame en cinq actes et neuf tableaux d'Alexandre Dumas et Frédéric Gaillardet, au théâtre Montmartre (octobre) : Gauthier d'Aulnay
- 1898 : La Maison du baigneur, drame à grand spectacle en cinq actes et onze tableaux d'Auguste Maquet, au théâtre des Batignolles (octobre) : Bernard La Vienne
- 1899 : La Jeunesse du roi Henri, drame historique en cinq tableaux de Ponson du Terrail, au théâtre Montmartre : Henri de Navarre
- 1900 : La Fille des chiffonniers, drame en cinq actes et huit tableaux d'Anicet Bourgeois et Ferdinand Dugué, au théâtre Montmartre (janvier) : Henri Duval
- 1901 : Le Porteur aux Halles, drame en cinq actes et six tableaux d'Alexandre Fontanes, au théâtre des Batignolles (février) : Jean
- 1902 : La Maigriotte, drame en cinq actes et huit tableaux d'Ernest Morel, au théâtre des Bouffes-du-Nord (6 décembre) : Georges de Montferrand
- 1903 : Josette, pièce en cinq actes et huit tableaux de Daniel Jourda d'après le roman de Paul Reboux, au théâtre des Bouffes-du-Nord (9 novembre) : Philippe Couperin[14]
- 1904 : L'Invasion, pièce en cinq actes de Th. Branche[15] et Henry de Veynades[16], au théâtre des Bouffes-du-Nord (16 janvier) : le général de Wedel
- 1904 : Marjolaine, drame en cinq actes et sept tableaux de Georges Spitzmuller, au théâtre des Bouffes-du-Nord (avril) : Jacques Chavenière
- 1904 : Electra, pièce en cinq actes de Benito Pérez Galdos, adaptation française de Paul Milliet, au théâtre de la Porte-Saint-Martin (20 mai) : Félix[17]
- 1904 : La Paix chez soi, comédie en un acte de Georges Courteline, au théâtre Montmartre (octobre) : Trielle
- 1904 : Napoléon, épopée nationale en trois parties, six actes et quarante tableaux de Léopold Martin-Laya, au théâtre de la Porte-Saint-Martin (10 novembre) : Lucien Bonaparte
- 1905 : Résurrection, drame en cinq actes d'Henri Bataille d'après le roman de Léon Tolstoï, au théâtre de la Porte-Saint-Martin (26 janvier) : Oustinov
- 1905 : Le Bossu, drame en 5 actes d'Anicet Bourgeois et Paul Féval, (31 mars) : Chaverny
- 1905 : La Grâce de Dieu, pièce mêlée de chants en cinq actes d'Alphonse d'Ennery et Gustave Lemoine, au théâtre de la Porte-Saint-Martin (juin) : Arthur de Sivry
- 1905 : Les Exploits de Montenl'air, pièce en cinq actes et huit tableaux d’Émile Herbel et Louis Bouvet, musique de Gaston Maquis et Henri Christiné, au théâtre de la Porte-Saint-Martin (19 août) : le capitaine Bernard
- 1905 : La Jeunesse des Mousquetaires, drame en 5 actes et douze tableaux d'Alexandre Dumas et Auguste Maquet, au théâtre de la Porte-Saint-Martin (19 octobre) : Buckingham
- 1906 : Vingt ans après, drame en cinq actes et douze tableaux d'Alexandre Dumas et Auguste Maquet, au théâtre de la Porte-Saint-Martin (12 janvier) : Aramis
- 1906 : Sous l'épaulette, drame en cinq actes d'Arthur Bernède, au théâtre de la Porte Saint-Martin (8 mars) : le capitaine de Thérisy
- 1906 : Les Exilés, drame en cinq actes et dix tableaux d'Eugène Nus d'après le roman du prince Lubomirski, au théâtre de la Porte-Saint-Martin (16 mai) : Wladimir
- 1906 : Strasbourg, ou les Prussiens en Alsace, drame historique et patriotique en cinq actes et dix tableaux de Germain Champagne, au théâtre Montparnasse : Heinrich
- 1906 : Les Deux gosses, drame en cinq actes et huit tableaux de Pierre Decourcelle, au théâtre Montparnasse : le comte de Kerlor
- 1907 : Le Cid, tragi-comédie en 5 actes de Pierre Corneille, au théâtre de la Porte-Saint-Martin (10 octobre) : don Arias
- 1907 : Le Droit du père, pièce en cinq actes de Gustave Rivet, au théâtre Montparnasse (décembre) : Paul de Serval[18]
- 1908 : Le Maître de forges, drame en quatre actes et cinq tableaux de Georges Ohnet, au théâtre Montparnasse : le duc de Bligny
- 1909 : Le Courrier de Lyon, drame en cinq actes et six tableaux d'Eugène Moreau, Paul Siraudin et Alfred Delacour, au théâtre de l'Ambigu (6 mars) : Didier
- 1909 : La Pierre de lune, pièce en cinq actes et sept tableaux de Louis Péricaud et Henri Desfontaines, d'après le roman The Moonstone de Wilkie Collins, au théâtre de la Porte-Saint-Martin (juin) : Ezra Jennings
- 1909 : La Closerie des Genêts, drame en cinq actes et sept tableaux de Frédéric Soulié, au théâtre de l'Ambigu (24 août) : Georges d'Estèves
- 1909 : Le Roy sans royaume, énigme historique en trois parties et sept tableaux de Pierre Decourcelle, au théâtre de la Porte-Saint-Martin (23 septembre) : le général Bertrand
- 1909 : Nick Carter, pièce en 5 actes et 8 tableaux d'Alexandre Bisson et Guillaume Livet, au théâtre de l'Ambigu (4 novembre) : Morgan / Otto
- 1910 : Le Péché de Marthe, pièce en 5 actes et 7 tableaux en 2 parties d'Émile Rochard, d'après le roman de Paul Bertnay, au théâtre de l'Ambigu (mars) : le capitaine allemand
- 1910 : Bagnes d'enfants, drame en quatre actes d'André de Lorde et Pierre Chaine d'après le roman Correction d'Edouard Quet, au théâtre de l'Ambigu (1er juin): l'inspecteur

## Filmographie

### Cinéma

#### Comme acteur
- 1909 : Les Nouveaux exploits de Nick Carter, film en 2 épisodes de Victorin Jasset
- 1909 : Meskal le contrebandier, film en 3 épisodes de Victorin Jasset
- 1909 : Rédemption, de Victorin Jasset
- 1910 : Une évasion manquée, de Victorin Jasset
- 1910 : La Fatalidad (La Fatalité), de Segundo de Chomon
- 1911 : La Légende de l'Aigle : Ordre de l'Empereur, de Victorin Jasset
- 1911 : La Fleur des neiges, d'Émile Chautard
- 1911 : Dans la vie / Le Ballon, (194 m) de Louis Feuillade et Léonce Perret
- 1911 : Le Grand-père, d'Émile Chautard
- 1911 : Zigomar, de Victorin Jasset : Paulin Broquet
- 1911 : Zigomar, roi des voleurs, de Victorin Jasset : Paulin Broquet
- 1912 : Zigomar contre Nick Carter, de Victorin Jasset : Paulin Broquet
- 1912 : Au pays des ténèbres, de Victorin Jasset : l'ingénieur Roger Joris
- 1912 : Un cri dans la nuit, de Victorin Jasset
- 1912 : Le Cercueil de verre, de Victorin Jasset : Guillaume de Noirmont
- 1912 : Tom Butler, de Victorin Jasset : Villars
- 1912 : La Fille de l'autre, de Victorin Jasset
- 1912 : Fatalité, de Victorin Jasset : André
- 1912 : Les Batailles de la vie, film en 4 épisodes de Victorin Jasset
- 1912 : Les Cheveux d'or, de Victorin Jasset : l'imprésario
- 1912 : Le Mirage, de Victorin Jasset : l'imprésario
- 1912 : Partie de cache-cache tragique [réalisateur anonyme]
- 1912 : Le Poison de l'humanité / L'Héritage maudit, de Victorin Jasset
- 1913 : La Restitution [réalisateur anonyme]
- 1913 : Le Mauvais génie, de Victorin Jasset : Jean Norbel
- 1913 : Le Meurtre légal, de Victorin Jasset : le docteur Liégeois
- 1913 : Perdu en mer, de Victorin Jasset : l'armateur Mairet
- 1913 : Le Cabinet d'affaires, de Victorin Jasset : M. Delort
- 1913 : Zigomar, peau d'anguille, film en 3 épisodes de Victorin Jasset : Paulin Broquet
- 1913 : Dans la fournaise, de Victorin Jasset
- 1913 : Le Semeur de ruines, de Victorin Jasset : le général Delort
- 1913 : Le Mystère de la chambre jaune, d'Émile Chautard et Maurice Tourneur : Robert Darzac
- 1913 : L'Ivraie, film en 2 épisodes de Victorin Jasset : Robert de Larcey
- 1913 : Le Voile du passé, de Victorin Jasset : le banquier Verdier
- 1913 : Le Chemin du cœur, de Victorin Jasset : le professeur Suget
- 1913 : Le Foyer perdu, de Victorin Jasset : Roger Marvel
- 1913 : L'Assaut de la terre, de Victorin Jasset et Émile Chautard : Me Hormois
- 1913 : L'Inconnue, de Victorin Jasset : Pierre Darcier
- 1913 : Le Trésor des Baux, de Victorin Jasset : Raymond de Bauxville
- 1913 : La Bouquetière de Montmartre, de Victorin Jasset : le baron Desroches
- 1913 : Sacrifice, de Victorin Jasset : le père de Marion
- 1913 : La Malédiction, d'Émile Chautard
- 1913 : Le Val d'enfer, de Victorin Jasset
- 1913 : La Justicière, film en 3 épisodes de Victorin Jasset et Gérard Bourgeois : Pierre Dorchain
- 1913 : Destin tragique, film en 2 épisodes de Victorin Jasset
- 1913 : Jack, de et avec André Liabel : le docteur Rivals
- 1913 : Le Dictateur, d'Émile Chautard
- 1913 : Le Cœur d'un gosse / Les Lions, d'Émile Chautard : le dompteur Barthus
- 1913 : La Crinière, d'Émile Chautard
- 1913 : L'Auberge sanglante, d'Émile Chautard
- 1913 : La Gueuse [réalisateur anonyme]
- 1914 : Vautrin / Trompe-la-Mort, de Charles Krauss
- 1914 : Le Roman d'un caissier, d'Émile Chautard
- 1914 : La Dame blonde, de Charles Maudru
- 1914 : L'Indépendance de la Belgique en 1830, d'Émile Chautard
- 1914 : Les Cols bleus, d'Émile Chautard
- 1916 : La Femme blonde, d'Henry Roussel
- 1920 : Le Sang des immortelles, de et avec André Liabel : le médecin
- 1923 : Kœnigsmark, de Léonce Perret : le baron von Boose
- 1926 : La Femme nue, de Léonce Perret
- 1927 : Morgane la sirène, de Léonce Perret : Yvon
- 1931 : La Femme et le Rossignol, d'André Hugon : le capitaine Gervais
- 1933 : Les Deux Orphelines, de Maurice Tourneur : Marest

#### Comme réalisateur
- 1912 : Partie de cache-cache tragique (à confirmer)
- 1913 : Jack, d'après le roman d'Alphonse Daudet
- 1913 : La Petite chocolatière, d'après la pièce de Paul Gavault
- 1914 : Mademoiselle Josette, ma femme, scénario de Paul Gavault
- 1914 : Messieurs les ronds-de-cuir, d'après le roman de Georges Courteline
- 1915 : Le Calvaire, (court-métrage)
- 1919 : Le Sang des immortelles, scénario d'André Legrand[19]
- 1920 : Le Secret d'Alta Rocca, film en 12 épisodes, scénario de Valentin Mandelstamm
- 1922 : Des fleurs sur la mer, scénario d'André Legrand[20]
- 1923 : L'Île sans amour, scénario d'André Legrand d'après son roman[21]
- 1924 : La Closerie des genêts, drame en 4 épisodes d'après le roman de Frédéric Soulié
- 1928 : Dans l'ombre du harem, coréalisé avec Léon Mathot, d'après la pièce de Lucien Besnard
- 1929 : L'appassionata, coréalisé avec Léon Mathot d'après la pièce de Pierre Frondaie
- 1930 : L'Instinct, coréalisé avec Léon Mathot d'après l'œuvre d'Henry Kistemaeckers fils.

#### Comme assistant réalisateur
- 1924 : Paris, de René Hervil
- 1926 : La Femme nue, de Léonce Perret d'après la pièce d'Henry Bataille
- 1928 : Morgane la sirène, de Léonce Perret d'après l'œuvre de Charles Le Goffic

#### Comme scénariste
- 1912 : Partie de cache-cache tragique [réalisateur anonyme : André Liabel ?]
- 1928 : Dans l'ombre du harem, coréalisé avec Léon Mathot